# Olaf Hytten
Olaf Hytten (3. März 1888 in Glasgow, Schottland – 11. März 1955 in Los Angeles, Kalifornien, USA) war ein schottischer Theater- und Filmschauspieler.

## Leben
Olaf Hytten verließ 1921 die englische Theaterbühne, um als Darsteller in Hollywood-Filmen mitzuwirken. Am Broadway hatte er 1924 eine Rolle im Stück Whitewashed. Mit seinen als hamsterartig beschriebenen Gesichtszügen und einer hohen Stimme spielte Hytten bis 1955 in über 300 Film- und Fernsehproduktionen. Unter seinen Filmen sind zahlreiche Filmklassiker wie Casablanca, Robin Hood, König der Vagabunden, Sein oder Nichtsein und Mr. Smith geht nach Washington. Er spielte ebenfalls in vielen der Sherlock-Holmes-Filme mit Basil Rathbone und Nigel Bruce in den Hauptrollen. In den meisten seiner Filme übernahm Hytten aber nur kleinere Nebenrollen und erhielt nur manchmal einen Credit im Abspann. Festgelegt war er aufgrund seiner Herkunft auf Rollen des britischen Butlers, Offiziers oder Aristokraten. Gegen Ende seiner Karriere spielte Hytten auch in mehreren US-Fernsehserien.
Olaf Hytten starb im Alter von 67 Jahren in seinem Auto auf dem Parkplatz der 20th Century Fox Studios, nachdem er einen Herzinfarkt erlitten hatte.

## Filmografie (Auswahl)
- 1921: Money
- 1923: The Little Door Into the World
- 1923: A Gamble with Hearts
- 1924: It Is the Law
- 1924: The White Shadow
- 1925: Die Heilsjäger (The Salvation Hunters)
- 1929: Master and Man
- 1930: Grumpy
- 1931: Vor Blondinen wird gewarnt (Platinum Blonde)
- 1932: Arsene Lupin, der König der Diebe (Arsène Lupin)
- 1932: Das Rätsel einer Nacht (The Night Club Lady)
- 1933: Berkeley Square
- 1933: A Study in Scarlet
- 1933: The House on 56th Street
- 1933: Serenade zu dritt (Design for Living)
- 1934: Der bunte Schleier (The Painted Veil)
- 1934: Bulldog Drummond schlägt zurück (Bulldog Drummond Strikes Back)
- 1934: Ein feiner Herr (Jimmy the Gent)
- 1934: The Moonstone
- 1935: Nach Büroschluss (After Office Hours)
- 1935: Die Elenden (Les Misérables)
- 1935: Metropolitan
- 1935: Becky Sharp
- 1935: Wir sind vom schottischen Infanterie-Regiment (Bonnie Scotland)
- 1935: I Found Stella Parrish
- 1935: Sylvia Scarlett
- 1935: Kampf um Indien (Clive of India)
- 1936: Die Kameliendame (Camille)
- 1936: Der Letzte der Mohikaner (The Last of the Mohicans)
- 1936: Lustige Sünder (Libeled Lady)
- 1936: Signale nach London (Lloyd's of London)
- 1936: Der Verrat des Surat Khan (The Charge of the Light Brigade)
- 1936: The White Angel
- 1937: Schiffbruch der Seelen (Souls at Sea)
- 1937: Finale in St. Petersburg (The Emperor's Candlesticks)
- 1937: Engel (Angel)
- 1937: Die gute Erde (The Good Earth)
- 1937: First Lady
- 1937: The Great Garrick
- 1938: Blaubarts achte Frau (Bluebeard's Eight Wife)
- 1938: Marie-Antoinette
- 1938: Robin Hood, König der Vagabunden (The Adventures of Robin Hood)
- 1938: A Christmas Carol
- 1939: Die kleine Prinzessin (The Little Princess)
- 1939: Andy Hardy Gets Spring Fever
- 1939: Die Zehn Gebote (The Great Commandment)
- 1939: Black River (Allegheny Uprising)
- 1939: Mr. Smith geht nach Washington (Mr. Smith Goes to Washington)
- 1939: Scotland Yard erlässt Haftbefehl (Arrest Bulldog Drummond)
- 1940: Keine Zeit für Komödie (No Time for Comedy)
- 1940: Drums of Fu Manchu
- 1940: Überfall auf die Olive Branch (Captain Caution)
- 1941: Die Braut kam per Nachnahme (The Bride Came C.O.D.)
- 1941: Der Wolfsmensch (The Wolf Man)
- 1941: Lord Nelsons letzte Liebe (That Hamilton Woman)
- 1942: Destination Unknown
- 1942: Die Stimme des Terrors (Sherlock Holmes and the Voice of Terror)
- 1942: Sein oder Nichtsein (To Be or Not to Be)
- 1942: Casablanca
- 1942: Der Seeräuber (The Black Swan)
- 1942: Frankenstein kehrt wieder (The Ghost of Frankenstein)
- 1943: Gespenster im Schloß (Sherlock Holmes Faces Death)
- 1943: Neun Kinder und kein Vater (The Amazing Mrs. Holliday)
- 1944: Scotland Yard greift ein (The Lodger)
- 1944: Die Kralle (The Scarlet Claw)
- 1944: Frankensteins Haus (House of Frankenstein)
- 1944: Ministerium der Angst (Ministry of Fear)
- 1944: Der Unsichtbare nimmt Rache (The Invisible Man's Revenge)
- 1944: Die Frau in Grün (The Woman in Green)
- 1944: Kleines Mädchen, großes Herz (National Velvet)
- 1945: Weihnachten nach Maß (Christmas in Connecticut)
- 1945: Gefährliche Mission (Pursuit to Algiers)
- 1945: Jagd im Nebel (Confidential Agent)
- 1945: Mein Name ist Julia Ross (My Name is Julia Ross)
- 1946: Jagd auf Spieldosen (Dressed to Kill)
- 1946: Drei Fremde (Three Strangers)
- 1946: Hier irrte Scotland Yard (The Verdict)
- 1946: Black Beauty
- 1946: Ball in der Botschaft (Holiday in Mexico)
- 1947: Die Unbesiegten (Unconquered)
- 1947: Die Privataffären des Bel Ami (The Private Affairs of Bel Ami)
- 1947: Bells of San Angelo
- 1949: Das Schicksal der Irene Forsyte (That Forsyte Woman)
- 1949: Lassie in Not (Challenge to Lassie)
- 1950: Kim – Geheimdienst in Indien (Rudyard Kipling's Kim)
- 1950: Robin Hoods Vergeltung (Rogues of Sherwood Forest)
- 1950: Herz in der Hose (Fancy Pants)
- 1951: Das zweite Gesicht des Dr. Jekyll (The Son of Dr. Jekyll)
- 1952: Gegen alle Flaggen (Against All Flaggs)
- 1952: Die Legion der Verdammten (Les Misérables)
- 1953: Perils of the Jungle
- 1953: Fort Ti
- 1955: Der scharlachrote Rock (The Scarlet Coat)